# WarmtelinQ
WarmtelinQ (voorheen bekend als de Leiding door het Midden) is een pijpleiding voor het transport van restwarmte uit de Rotterdamse haven naar Den Haag en omliggende gemeenten. De leiding was een initiatief van energiebedrijf Eneco. In september 2019 werd bekendgemaakt dat het Ministerie van Economische Zaken (nu: Ministerie van Klimaat en Groene Groei) aan Gasunie de opdracht had gegeven om de ontwikkeling van WarmtelinQ over te nemen.
Het tracédeel van Vlaardingen naar Den Haag is een van de delen van de geplande hoofdtransportleiding. Er wordt ook onderzoek gedaan naar een tracédeel in de haven (van Vlaardingen naar Vondelingenplaat) en een tracédeel van Delft naar het Westland en Oostland. Er komt mogelijk ook een tracé tussen Rijswijk en Leiden en van Europoort naar Rijswijk. Tracédeel Vlaardingen-DenHaag kan na voltooiing circa 130.000 woning-equivalenten van warmte voorzien (248 MW), indien de aftakking vanaf Europoort in een later stadium volgt komen hier nog 240.000 woning-equivalenten bij (324 MW). Het project wordt als onderdeel gezien van een te vormen provinciaal en open warmtetransportnet, de zogenaamde 'Warmterotonde'. De kosten worden geschat op ongeveer €140 miljoen. In mei 2021 bracht Gasunie op verzoek van het Ministerie van Economische Zaken en Klimaat een Integraal Ontwerp uit voor WarmtelinQ, waarin het plan is onderzocht en onderbouwd. Op 8 november 2021 werd bekend gemaakt dat het definitieve investeringsbesluit is genomen voor de aanleg van tracédeel Vlaardingen-Den Haag.
Het transportnet voor warmte wordt aangelegd als onderdeel van de energietransitie in Zuid-Holland; het inzetten van restwarmte (die nu wordt geloosd) voor de verwarming van woningen, betekent een besparing in aardgasgebruik en CO2-uitstoot ten opzicht van het gebruik van individuele gasketels.

## Kenmerken
WarmtelinQ is een ondergrondse warmteleiding die met (rest)warmte verwarmd water vervoert naar de gebruikers, en het afgekoelde water terug naar de warmteproducenten voert. Het geplande tracé loopt van de Rotterdamse haven via Vlaardingen, Schiedam en Midden-Delfland naar Delft en Rijswijk, waarna de leiding bij de Middachtenweg Den Haag binnenkomt. Bij het De Constant Rebecqueplein wordt de leiding aangesloten op het bestaande stadswarmtenet van Den Haag. Bij Delft komt een aftakking naar het Oost- en Westland. Bij Rijswijk komt mogelijk een aftakking naar Leiden.
In eerste instantie vervoert de WarmtelinQ hogetemperatuurwarmte (110-120 graden Celsius heen, 60-70 graden retour). Om ook duurzame warmtebronnen zoals geothermie aan te kunnen sluiten, wil men op termijn de temperatuur verlagen. De warmte wordt initieel geleverd door een afvalverbrandingsinstallatie van AVR en industrie uit de Rotterdamse haven, door bij de betreffende processen vrijkomende warmte in te voeren in het warmtetransportsysteem. Het doel is om op termijn de duurzaamheid van het warmtenet te verhogen, door het aansluiten van hernieuwbare warmtebronnen en het verduurzamen van de havenindustrie.
Het deeltracé Vlaardingen-Den Haag van WarmtelinQ heeft een totale lengte van ongeveer 23 kilometer, en bestaat uit twee stalen geïsoleerde pijpleidingen met een buitendiameter van 914 mm en binnendiameter van 700 mm. In de omgeving van Delft bevindt zich een pompstation om de benodigde druk op de leiding te handhaven. Dit deeltracé levert een besparing op van 180 kiloton CO2 en 110 mln m³ aardgas per jaar.

## Ontwikkeling
De combinatie van verschillende factoren, zoals de nationale en regionale doelstellingen en eisen voor emissiereductie, het afbouwen van de aardgaswinning in het Slochterenveld en de aanwezigheid van veel restwarmte uit de Rotterdamse (haven)industrie, hebben verschillende partijen ertoe bewogen om een nuttige inzet van deze restwarmte ter vervanging van aardgas te bestuderen. De gemeente Rotterdam houdt zich hier middels het Warmtebedrijf Rotterdam al sinds 2006 mee bezig, met de aanleg van een warmteleiding in Rotterdam en plannen voor de Leiding over Oost naar Leiden. Eneco levert reeds in verschillende gemeenten stadsverwarming en heeft in Noord-Rotterdam een warmteleiding aangelegd voor het gebruik van restwarmte uit de haven.
In het verlengde van de Green Deal Duurzame Warmte Zuid-Holland werd in oktober 2013 het (inmiddels opgeheven) Programmabureau Warmte en Koude Zuid-Holland opgericht. In dit bureau werken 25 publieke en private partijen samen aan het realiseren van een duurzame warmtevoorziening in de zuidelijke Randstad. Een te vormen 'warmterotonde', een warmtetransportsysteem dat grote delen van de provincie met elkaar verbindt, is daarbij een belangrijk onderdeel. Voor het westelijke deel van deze rotonde ('Cluster West') werd in 2015 een verkennend onderzoek uitgevoerd, waarin ook de Leiding door het Midden werd onderzocht. In navolging op deze verkenning hebben de initiatiefnemers van dit plan, Eneco, afvalverwerker AVR en de gemeenten Den Haag en Delft, een haalbaarheidsonderzoek laten uitvoeren in 2016, waarna men de plannen verder is gaan uitwerken.
Eneco levert tot en met in ieder geval 2022 warmte uit een lokale energiecentrale aan ongeveer 30.000 huishoudens en bedrijven in Den Haag en omgeving.. Om deze stadsverwarming verder te kunnen uitbreiden, wil Eneco meer warmteproducenten aansluiten. De gemeente Den Haag en betrokken omliggende gemeenten streven zelf ook naar uitbreiding van het aantal woningen en bedrijven dat gebruik maakt van stadswarmte, zodat het aardgasverbruik verminderd kan worden. Dit geldt tevens voor glastuinbouwgebieden in het Westland. Het is de bedoeling dat de Leiding door het Midden hier aan bij zal dragen, wel stelt het college van Den Haag eisen aan onder meer voorrang voor duurzame warmtebronnen, open toegang voor meerdere warmteleveranciers en eerlijke tarieven.
Op 9 september 2019 maakt minister Wiebes van Economische Zaken en Klimaat bekend dat Gasunie, een staatsbedrijf, de opdracht heeft gekregen om de ontwikkeling en het beheer van de Leiding door het Midden over te nemen van Eneco. Eneco wordt gebruiker van een deel van de transportcapaciteit. De Leiding door het Midden, nu onderdeel van project WarmtelinQ, wordt een gereguleerd warmtetransportnet waarop verschillende aanbieders en vragers kunnen aansluiten, waarbij Gasunie als onafhankelijk warmtetransportbeheerder fungeert. In de Warmtewet 2.0, geplande inwerkingtreding in 2022, wordt dit verder uitgewerkt. Voor de ontwikkeling van het transportnet trekt het Rijk tussen 2019 en 2030 €90 miljoen uit. Dit is later uitgebreid naar €122,5 miljoen.
De Rotterdamse gemeenteraad stemde op 12 november 2020 met het plan in om aansluiting te zoeken bij Warmtelinq, om een aftakking tussen Rijswijk en Leiden te realiseren. De gemeente Rotterdam wenst dit tracé te gebruiken ter vervanging van het eigen mislukte project Leiding over Oost, dat warmteafzet voor het eigen Warmtebedrijf Rotterdam in Leiden moest realiseren.
Op 24 maart 2021 ondertekenen Gasunie, Provincie Zuid-Holland en de gemeenten Vlaardingen, Delft, Midden-Delfland, Rijswijk en Sociale Verhuurders Haaglanden een intentieverklaring om in samenwerking met Rijksoverheid tot realisatie en gebruik van WarmtelinQ te komen. In mei 2021 publiceert Gasunie een integraal ontwerp voor het project WarmtelinQ, op verzoek van het ministerie van Economische Zaken en Klimaat.
Op 5 oktober 2021 besluit het college van Bouwen en Wonen van de gemeente Rotterdam om niet aan het project deel te nemen met het Warmtebedrijf Rotterdam, wegens te grote financiële risico's. Op dat moment is nog niet duidelijk of daarmee ook het tracé tussen Den Haag en Leiden komt te vervallen.
Op 8 november 2021 maken het ministerie van Economische Zaken en Klimaat en Gasunie samen bekend dat zij het definitieve investeringsbesluit hebben genomen voor de aanleg van WarmtelinQ.
Delft op zondag schreef op 22 januari 2023 dat het aanleggen van het deel door Delft enige vertraging had opgelopen, omdat de Nederlandse Gasunie leidingen nodig voor in Delft eerder gebruikte voor een drijvende lng-installatie in Groningen en dat het eerste deel aan de Prinses Beatrixlaan in het tweede kwartaal van 2023 en het tweede deel in het vierde kwartaal van 2023 werden geopend. 

## Kritiek

### Bestuurlijk en financieel
Enkele partijen in de Haagse gemeenteraad (Haagse Stadspartij, Partij voor de Dieren, PvdA en ChristenUnie/SGP) hebben in 2019 hun zorgen geuit over de plannen voor WarmtelinQ. Hierbij wordt verwezen naar het problematische verloop van de ontwikkeling van een vergelijkbare warmteleiding, de Leiding over Oost. Door problemen met vergunningsaanvragen en de financiering werd dit project in 2019 met enkele jaren uitgesteld, waardoor de warmtevoorziening in Leiden in gevaar dreigde te komen en de gemeente Rotterdam en Provincie Zuid-Holland financiële schade leden. Er is bovendien vanuit de Rotterdamse gemeenteraad kritiek geuit op de gebrekkige transparantie rondom de totstandkoming van het project, waarbij de gemeente aansprakelijk is geworden voor de warmtelevering in Leiden. In Den Haag wil men een dergelijk scenario voorkomen.
Bovendien kan de Europese Commissie nog roet in het eten gooien, als zij oordelen dat de miljoenen die veelal afkomstig zijn van overheden als ongeoorloofde staatsteun aangemerkt kunnen worden.
In juni 2021 stelt de Algemene Rekenkamer dat er geen kostenraming is uitgewerkt voor WarmtelinQ, zodat niet aangetoond kan worden dat het project de meest kostenefficiënte wijze van CO2-reductie is voor het behalen van de klimaatdoelen, ten opzichte van mogelijke alternatieven.

### Temperatuur
De temperatuur van de warmte die geleverd gaat worden met WarmtelinQ is vastgesteld op 110-120°C. Er is gekozen voor de hogere temperatuur, omdat dat de meest kostenefficiënte manier is om warmte te transporteren en de beschikbare warmte uit de Rotterdamse haven al van hoge temperatuur is. Het isolatieniveau van de aangesloten woningen is niet bepalend voor de hoge temperatuur in de Warmtelinq, aangezien zelfs zeer slecht geïsoleerde woningen genoeg hebben aan 90°C. Wel is het zo dat veel woningen onvoldoende geïsoleerd zijn om voldoende opgewarmd te kunnen worden met aangevoerde warmte van bronnen met een lage temperatuur. Vooralsnog is alleen restwarmte uit de industrie of uit gecombineerde elektriciteits- en warmteopwekking (WKK) geschikt om de hogere temperaturen te produceren. Warmte van veel duurzame bronnen, zoals geothermie (70-90°C), is van te lage temperatuur om de gewenste temperatuur in te kunnen voeren zonder deze op te waarderen met een warmtepomp. Hoewel het project als open transportnet is opgezet, kan dit de ontwikkeling en aansluiting van duurzame warmtebronnen belemmeren.
Het verwerken en transporteren van de warmte kost energie. Daarmee is er vrijwel nooit sprake van pure restwarmte; er wordt extra energie geproduceerd en verbruikt, om de restwarmte te kunnen leveren. Wel is de energie-efficiëntie doorgaans hoger dan bij losstaande warmteproductie. De bedrijven die nu in beeld zijn, leveren restwarmte waarvan de temperatuur hoog genoeg is om zonder bijverwarmen getransporteerd te worden. Mochten zich bedrijven melden die restwarmte van lagere temperatuur willen leveren, dan zal per geval bekeken moeten worden of bijverwarmen rendabel en wenselijk is. Volgens leverancier Eneco werd de businesscase mogelijk alleen rendabel als de extra kosten die dit met zich meebrengt worden gesubsidieerd.

### Overlast
In november 2020 uitten de Haagse fracties van Islam Democraten en DENK hun zorgen over de aanleg van warmteleidingen door de wijken Moerwijk, Rustenburg, Oostbroek en Transvaal. Zij stelden dat de werkzaamheden de leefbaarheid in al kwetsbare wijken aan zouden tasten.

### Milieu
Er bestaan binnen de Haagse gemeenteraad twijfels over de duurzaamheidswinst die wordt behaald met restwarmte uit de haven van Rotterdam, waar 20% van de CO2-emissies in Nederland wordt uitgestoten, tezamen met andere vervuilende stoffen waaronder stikstofdioxide. Men vreest dat de daar aanwezige industrie juist langer kan blijven bestaan wegens de afhankelijkheid van die warmte. Ook wil men voorkomen dat de ontwikkeling van duurzame lokale warmte wordt belemmerd. Bovendien zou volgens de planning de Warmterotonde, waar de Leiding door het Midden/WarmtelinQ deel van uitmaakt, nog tot ten minste 2035 gebruikmaken van restwarmte uit fossiele industrie, terwijl Den Haag al in 2030 klimaatneutraal wil zijn. Om een fossiele lockin te voorkomen, worden aanleverende bedrijven niet betaald voor de levering van warmte.
Ook zijn er zorgen over de noodzakelijke bomenkap: alleen in Delft moeten er al 194 bomen wijken voor de aanleg van de leidingen. Wel zijn er plannen om hiervoor later weer bomen terug te plaatsen.
De Algemene Rekenkamer stelt in juni 2021 dat niet duidelijk is hoeveel CO2 met het project wordt bespaard. Daarmee is ook niet duidelijk wat het bijdraagt aan de landelijke klimaatdoelen, en in hoeverre dit de meest efficiënte besteding van publiek geld is voor het bereiken van deze doelen.

### Leiding over Oost
De verdere ontwikkeling van WarmtelinQ kon daarnaast gevolgen hebben voor de Leiding over Oost. De Leiding over Oost rekende namelijk op een bijdrage uit het Warmteparticipatiefonds, een fonds opgezet door de Provincie Zuid-Holland ter ontwikkeling van duurzame warmteprojecten in de provincie. Ook WarmtelinQ kan aanspraak maken op dit fonds. Bovendien zou men uiteindelijk WarmtelinQ ook kunnen doortrekken tot aan Leiden, waarmee het een directe concurrent zou kunnen worden van de Leiding over Oost. De Rotterdamse gemeenteraad heeft daarom in september 2019 na de bekendmaking van de overname van de Leiding door het Midden door Gasunie en de financiële steun vanuit het Rijk, om opheldering gevraagd. Hoewel de gemeente Rotterdam hoopt ook aanspraak te maken op steun vanuit het Rijk, is dit volgens bronnen van het NRC Handelsblad onwaarschijnlijk. De nadelige contracten en algehele situatie bij de Leiding over Oost zorgen voor een dusdanig onaantrekkelijke businesscase, dat bijvoorbeeld een vergelijkbare overname door Gasunie niet reëel leek. In november 2020 stemt de Rotterdamse gemeenteraad in met een nieuw plan waarbij de Leiding over Oost wordt losgelaten en men aansluiting zoekt bij Warmtelinq, om via deze route de warmte bij Leiden te krijgen. Dit plan wordt in oktober 2021 echter weer losgelaten.